# سایمون فولر
سایمون فولر (انگلیسی: Simon Fuller؛ زادهٔ ۱۷ مهٔ ۱۹۶۰) تهیه‌کننده تلویزیون انگلیسی است که از معروف‌ترین برنامه او می‌توان به برنامه استعدادیابی خوانندگان به نام آمریکن آیدل اشاره کرد. همچنین وی یکی از مدیران اجرایی شخصیت‌های معروفی همچون اما بانتون، دیوید بکهام و ویکتوریا بکهام، راسل استیونس، آنی لینوکس، اندی مورای، اسپایس گرلز، لیزا ماری پرسلی، کتی دنیس، سم و مارک، کری آندروود، سامانتا رانسون، ویل یانگ، دیوید کوک و آدام لامبرت می‌باشد. در سال ۲۰۰۷ مجله تایم نام فولر را جز لیست صد نفره مؤثرترین افراد در سراسر جهان قرار داد. در سال ۲۰۱۱ فولر یکی از پیاده‌روهای شهرت در هالیوود را نصیب خود کرد.